# 卡洛索
卡洛索（義大利語：Calosso），是意大利阿斯蒂省的一个市镇。总面积15.73平方公里，人口1329人，人口密度84.5人/平方公里（2009年）。ISTAT代码为005015。